# Salita Trinità degli Spagnoli
Salita Trinità degli Spagnoli è un album di Enzo Gragnaniello, pubblicato nel 1985.

## Tracce
Lato A
1. Vulesse essere lione – 4:13
2. Tromba rotta – 5:09
3. Vocca araputa – 4:31
4. 'E criature – 3:10

Lato B
1. Terra te' – 5:27
2. Giacomino – 5:18
3. Voglio una nera – 4:05
4. Jetteco maluso – 3:43